# Portastudio
Il Portastudio (abbreviazione di "Portable Studio") della TASCAM (una divisione della TEAC) è un dispositivo portatile per la registrazione multitraccia del suono. Viene spesso utilizzato dai musicisti per lavorare su demo e per registrare prove al fine di analizzare ulteriormente la qualità del materiale eseguito e lavorare sugli errori. È spesso utilizzato anche per la registrazione multicanale di concerti dal vivo e altri eventi.
Il primo Portastudio fu il primo registratore a quattro tracce al mondo basato su un nastro audio compatto standard. Il termine Portastudio è esclusivo di TASCAM, sebbene sia generalmente usato per descrivere tutti i registratori multitraccia indipendenti basati su cassette dedicati alla produzione musicale. Il Portastudio, e in particolare la sua prima iterazione, Teac 144, è considerato l'iniziatore dell'ondata dell'home recording, che ha permesso ai musicisti di registrare e produrre musica a basso costo in casa, ed è citata come una delle innovazioni tecnologiche più significative nella produzione musicale.
I Portastudio analogici della TASCAM e unità simili della Fostex, Akai, Yamaha, Sansui, Marantz, Vestax, Vesta Fire, TOA, Audio-Technica, Peavey e altri, generalmente registravano su nastri a cassette ad alta polarizzazione. La maggior parte delle macchine erano a quattro tracce, ma c'erano anche unità a sei e otto tracce. Alcuni modelli digitali più recenti registrano su un disco rigido, consentendo effetti digitali e fino a 32 tracce audio.

## Storia

### 1979: Il Teac Portastudio 144

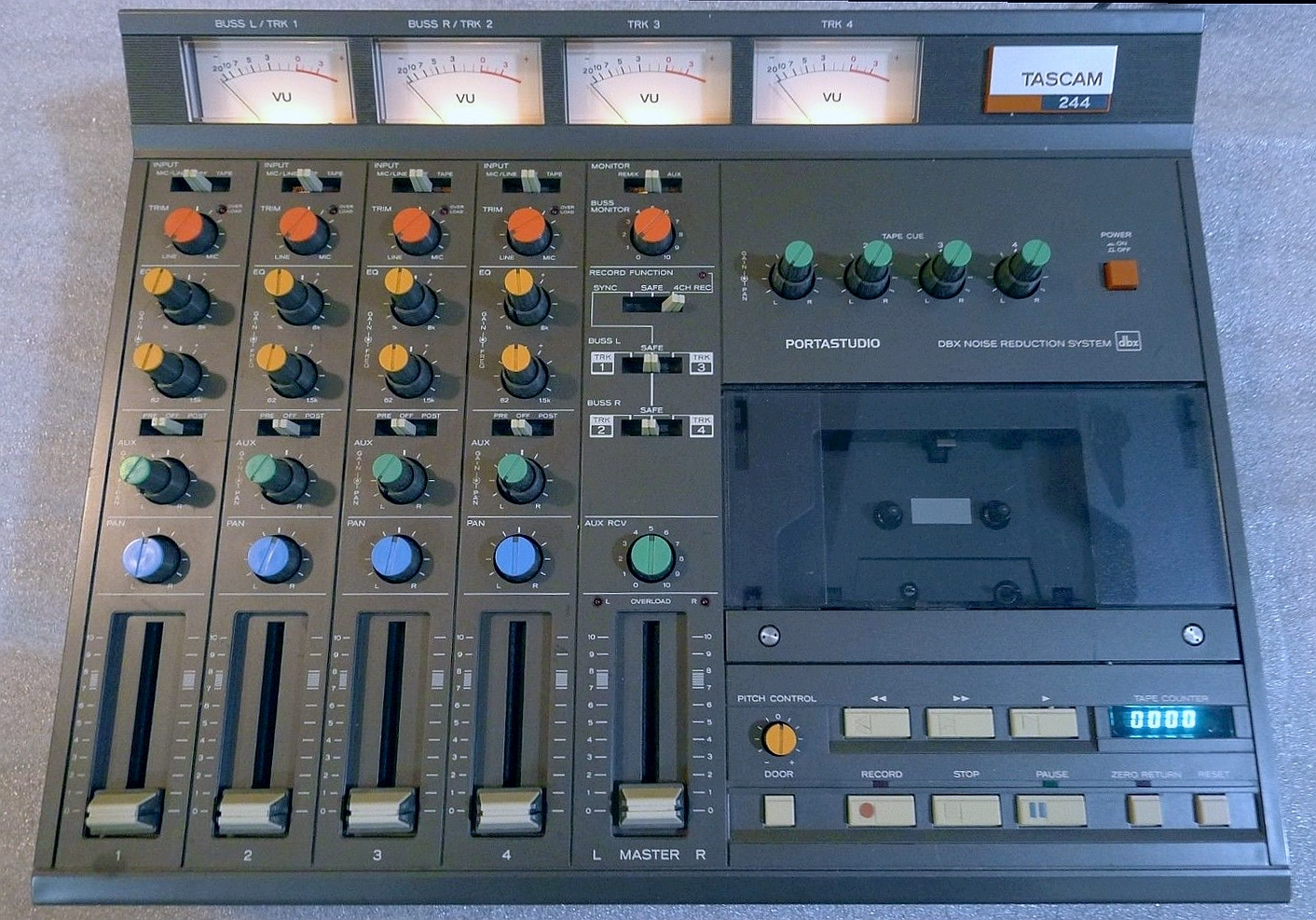
Tascam Portastudio 244

Il Teac 144 Portastudio fu presentato nel 1979, durante l'incontro annuale della Audio Engineering Society, sottolineando subito il suo ruolo pionieristico nel campo dell'home recording. Per la prima volta i musicisti potevano registrare in modo economico diverse parti strumentali e vocali sulle 4 tracce del registratore a cassette, incorporando singolarmente e successivamente le parti, trasferendole su un altro registratore stereo standard a due canali (remix e mixdown) al fine di strutturare una registrazione stereo, aprendo così la strada a tutta una schiera di "musicisti da cameretta" che da qui in poi poterono produrre la propria musica in totale autonomia. La popolarità di questo registratore multitraccia crebbe immediatamente, tanto che perfino Bruce Springsteen ne utilizzò uno nella registrazione dell'album Nebraska (Columbia, 1982).
Il Portastudio fu il primo di una serie di modelli TASCAM, aprendo la strada anche ad altri produttori che progettarono e commercializzarono registratori multitraccia su audiocassetta.
Il Tascam Portastudio 244, introdotto nel 1982, ha migliorato il design precedente con una qualità del suono complessivamente migliore e più funzioni, tra cui: riduzione del rumore dbx, equalizzatore mobile doppio / concentrico e capacità di registrare fino a 4 tracce contemporaneamente.

### Modelli successivi

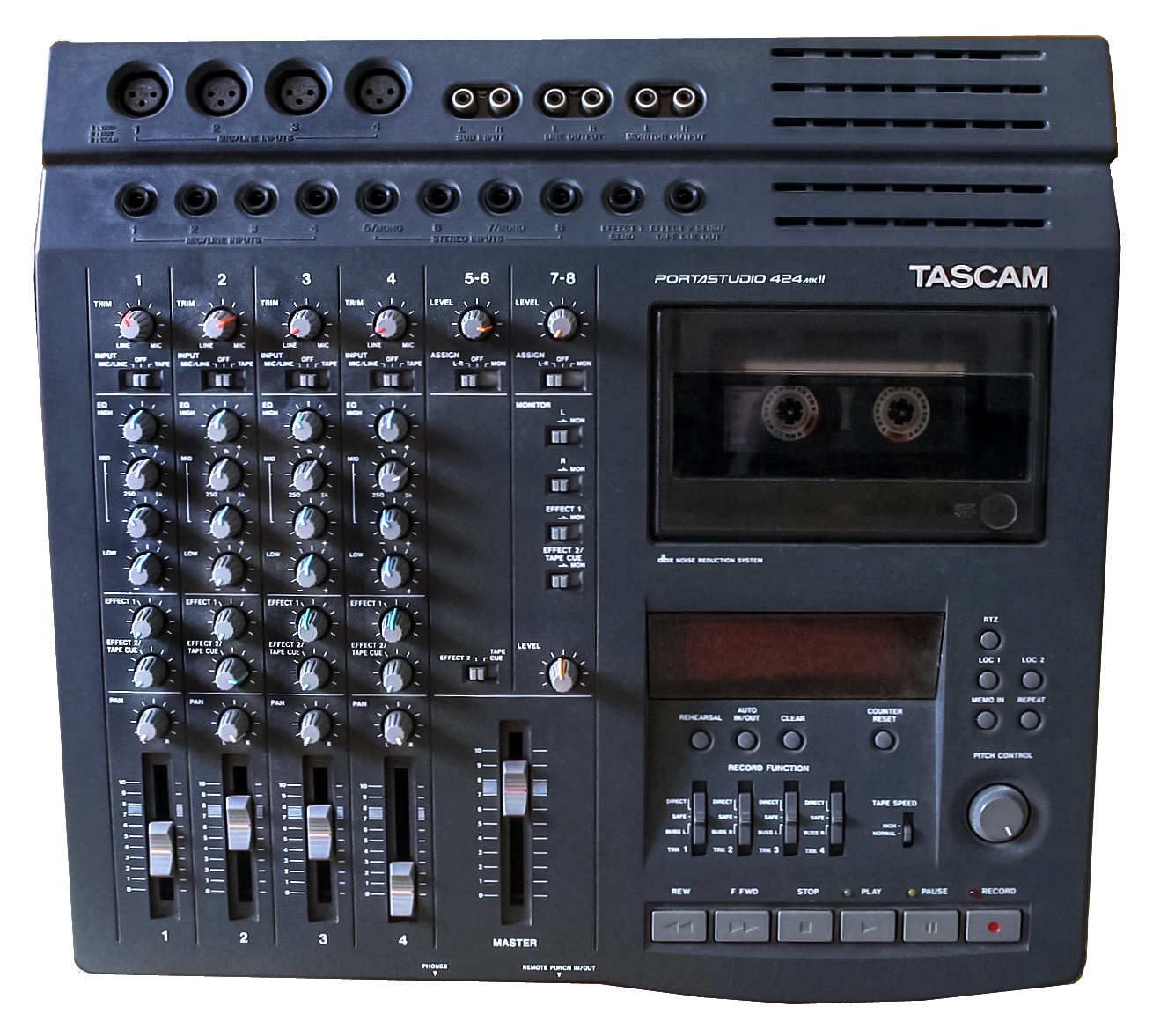
Tascam Portastudio 424

## Tecnologia

### I Portastudio analogici
I Portastudio analogici utilizzano una audiocassetta ed avevano fino a 8 canali in un mixer.
La maggior parte dei dispositivi conteneva solo 4 canali. Ma c'erano versioni che ti permettevano di registrare 6 tracce e persino diversi modelli fino a 8 tracce su una normale cassetta compatta.

### I Portastudio digitali
I Portastudio digitali possono utilizzare dischi rigidi, unità flash, MiniDisc e altri supporti digitali come supporti di memorizzazione. Su questi sistemi, è possibile eseguire la molte delle operazioni eseguite in uno studio di registrazione come la registrazione multitraccia, l'editing, il missaggio ed alcuni effetti di elaborazione.
Generalmente le funzioni di un Portastudio sono
- ingressi analogici, il cui numero corrisponde al numero di convertitori analogico-digitali. La conversione audio viene eseguita con 16, 20 e 24 bit e frequenze di campionamento di 44,1 / 48,0 / 96,0 kHz. A seconda della presenza di preamplificatori incorporati, gli ingressi possono essere suddivisi in:
  - microfono bilanciato con connettore XLR, generalmente con alimentazione phantom +48 volt per il collegamento di microfoni a condensatore;
  - strumentale;
  - lineare.
- uscite della sezione master stereo analogica;
- fader di canale e di uscita - per controllare i livelli sonori;
- registrazione / riproduzione, controlli di editing;
- un display che mostra i parametri di registrazione e modifica necessari;
- unità di elaborazione del suono digitale: compressore, equalizzatore, riverbero;
- possono essere presenti ulteriori ingressi / uscite digitali;
- varie interfacce di controllo (MIDI, RS-422 o RS-232, ecc.).